# Dystrepsja
Dystrepsja - stan wychudzenia występujący u niemowląt związany z zaburzeniami odżywiania. W zależności od stanu niedożywienia dziecka można wyróżnić hipotrepsję i arepsję. Dystrepsja związana jest z szybkim procesem wzrastania oraz koniecznością przyswajania białka. Przyczyną dystrepsji może być głodzenie, infekcja, nadpobudliwość oraz wady rozwojowe. Na dystrepsję najbardziej podatne są niemowlęta niekarmione piersią. Najsilniejsze objawy pojawiają się koło 4 miesiąca życia. O ciężkości dystrepsji decyduje ilość utraconego białka, jej skutkiem jest obniżona odporność organizmu. Leczenie choroby polega na stosowaniu właściwej diety i przywróceniu homeostazy organizmowi.